# Vaccinium parvifolium

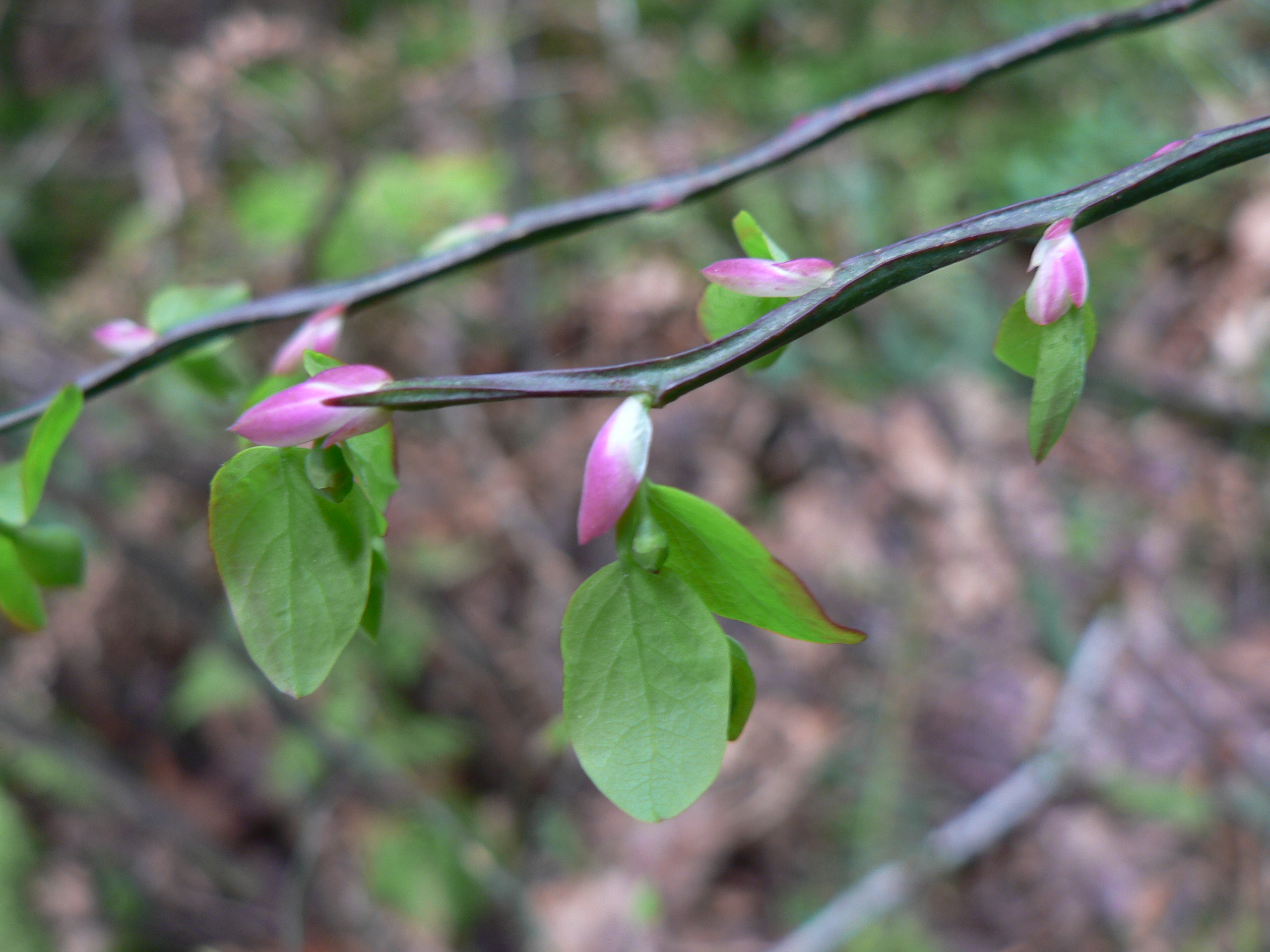
Lá và chồi hoa của V. parvifolium

Vaccinium parvifolium, hay huckleberry đỏ, là một loài thuộc chi Việt quất bản địa của Bắc Mỹ, bắt đầu từ đông nam Alaska và British Columbia, qua phía tây Washington và Oregon, kéo dài đến trung tâm California. Tại dãy núi Coast thuộc bang Oregon thì đây là loài việt quất phổ biến nhất.

## Mô tả
V. parvifolium là một cây bụi rụng lá cao khoảng 1 – 4 m, có khi đạt tới 6 m, thường mọc trên các gốc cây mục rữa trong các khu rừng lá kim ẩm ướt, ở độ cao 1.820 mét so với mực nước biển. Cây rất ưa bóng, đất nhiều axit, hiếm khi xuất hiện ở các khu rừng khô. Thân cây nhẵn không lông, màu xanh tươi, các cành mảnh mai. Lá hình elip, màu xanh đậm, mỏng, dài khoảng 1 – 3 cm, rộng khoảng 0,4 - 1,6 cm, có lông mịn, thường không có răng cưa. Hoa mọc đơn độc, có màu vàng hồng hoặc màu hồng, có thể pha chút trắng, hình chuông, có sáp, dài 4 – 5 mm. Quả mọng có màu đỏ tươi, đường kính 6 – 10 mm, ăn được nhưng có vị chát. Hoa nở vào tháng 5 - 6.

## Công dụng
Quả mọng là nguồn thực phẩm của người bản địa Bắc Mỹ, dùng làm mứt, thêm vào các món bánh nướng hoặc phơi khô dự trữ, có khi được sử dụng để làm mồi câu cá. Tuy quả có vị chua nhưng rất ngon. Quả khô được hầm và chế biến thành nước sốt, hoặc trộn với trứng cá hồi và dầu ăn trong các món ăn vào mùa đông. Quả và lá khô cũng được dùng làm trà thảo mộc. Cành cây được dùng làm chổi hoặc dây buộc.